# アンジェロ・セッキ

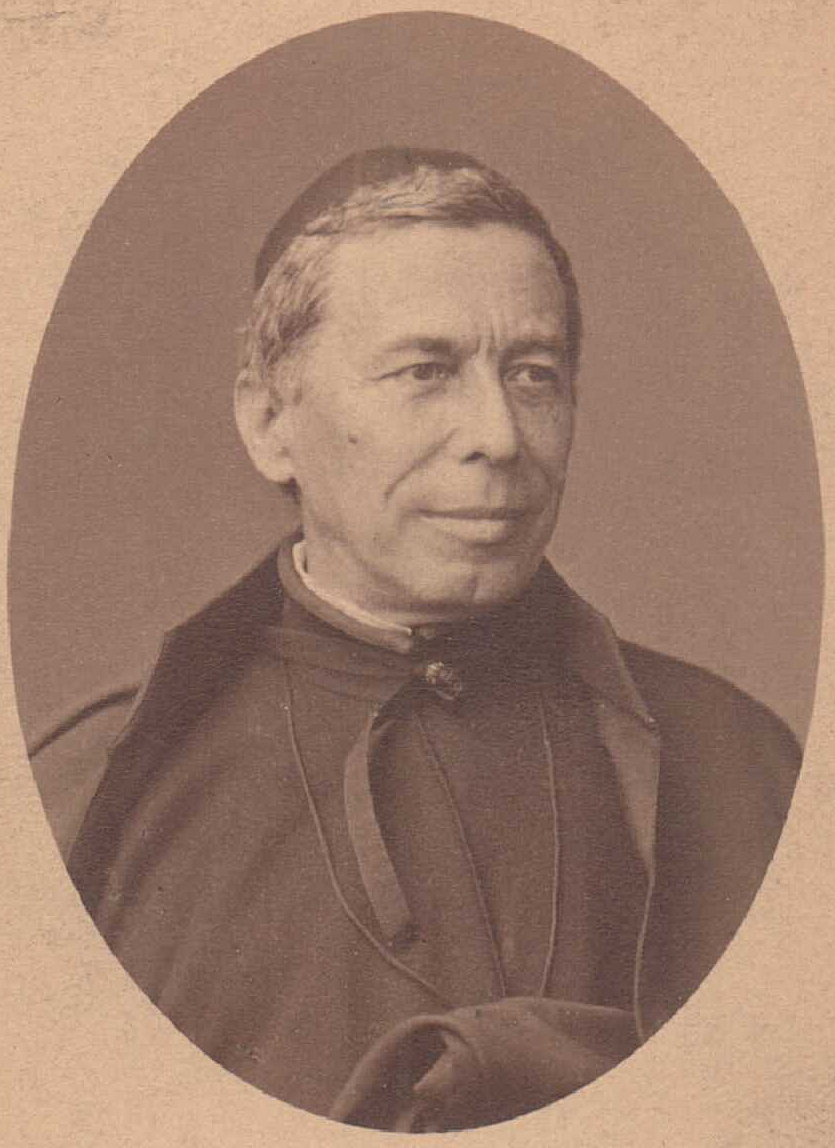
Angelo Secchi

ピエトロ・アンジェロ・セッキ（Pietro Angelo Secchi、1818年6月29日 - 1878年2月26日）は、イタリアの天文学者にしてイエズス会士。

## 経歴
レッジョ・エミリアで生まれた。コレジオ・ロマーノで学び、1839年に講師となるが、ローマ共和国の革命でイエズス会は追放され、セッキは1848年にイギリスに逃れストーンハースト天文台や、アメリカ合衆国のジョージタウン大学に移った。
1849年にローマに戻り、コッレージョ・ロマーノの天文台台長となった。1870年代にスペクトル型により恒星を4つの種類に分類するという仕事のパイオニアであったが、セッキの分類は粗かったため、恒星の分類はハーバード大学の分類法が広く用いられることになった。
1858年に火星の地図を製作し、その模様にCanale Atlanticoとなずけた。セッキやジョヴァンニ・スキアパレッリが用いたイタリア語のcanali（溝、水路）が英語のcanals（運河）と翻訳されたことでパーシヴァル・ローウェルらによる火星の運河の存在の議論の端緒を作った。
ローマで没した。
彼の功績にちなみ、月のクレータや月の山にセッキの名前が付けられた。
天文学以外の分野では、湖や海の透明度を測定する道具（透明度板）を開発した。これはセッキ板（セッキー板、セッキー円盤）と呼ばれる。